# ダンタリオン

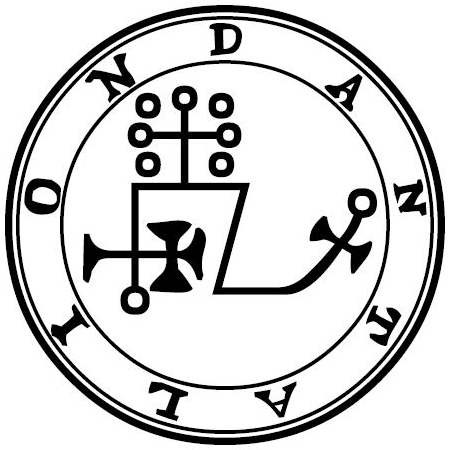
『ゴエティア』に記されたダンタリオンのシジル

ダンタリオン（Dantalion）またはダンタリアン（Dantalian）は、悪魔学における悪魔の1体。

## 概要
『ゴエティア』によると72体の魔神の1体で、地獄の36の軍団を率いる序列71番の大公爵。
無数の老若男女の顔を持ち、右手には書物を持った姿で現れるとされる。あらゆる学術に関する知識を教えてくれる他、人間の心を読み取り意のままに心を操る力を持ち、他人の秘密を明らかにしてくれる。また、愛を燃え立たせる力、および、望む場所に幻覚を送り込む力を持つ。
ヨーハン・ヴァイヤーが記した『悪魔の偽王国』において、『ゴエティア』に列挙された72体の悪魔と共通する悪魔が68体紹介されている。ダンタリオンは『悪魔の偽王国』に記述されていない4体の悪魔のうちの1体である。